# Solaster stimpsoni
Solaster stimpsoni ist eine Art der Sonnensterne aus der Ordnung der Klappensterne (Valvatida), die im Nordpazifik verbreitet ist. Er gehört zu den größten Seesternen.

## Beschreibung

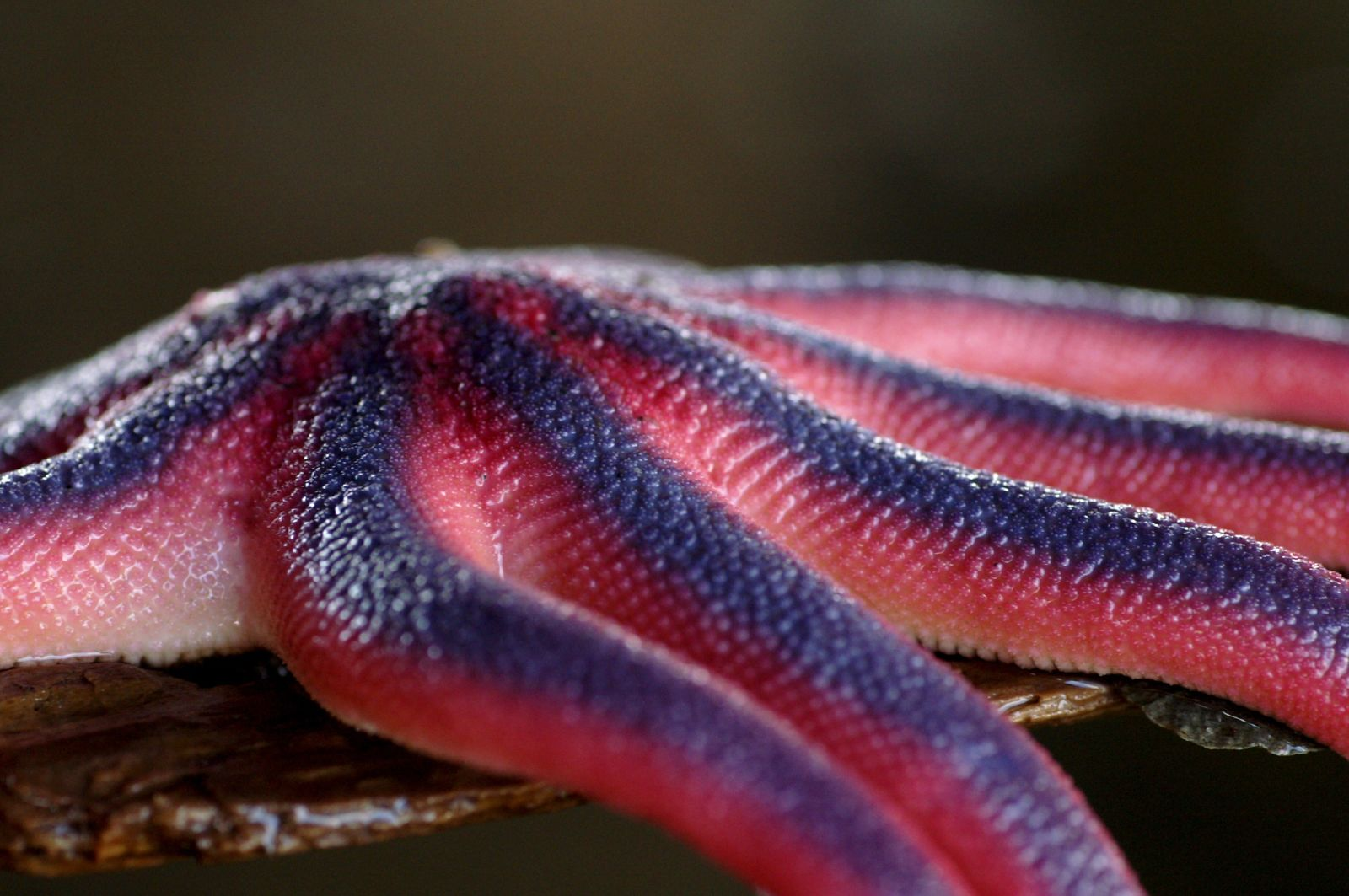
Solaster stimpsoni

Solaster stimpsoni erreicht einen Durchmesser von bis zu 50 cm und hat 8 bis 12, meist 10 Arme. Die Oberseite ist rötlich orange gefärbt und mit dicken Paxillen (schirmchenartigen Plättchen) bedeckt. Die Arme sind lang, dünn, spitz zulaufend und haben jeder einen dunklen, violettgrauen Streifen, der von der Mitte des Körpers bis zur Armspitze verläuft. Pedicellarien fehlen. Die Unterseite der Arme weist zwei Reihen von Saugfüßchen auf.

## Verbreitung und Vorkommen
Solaster stimpsoni lebt an den Küsten Japans und entlang der nordamerikanischen Pazifikküste von Alaska bis Mittel-Kalifornien auf felsigen Flächen von der Gezeitenzone bis in Meerestiefen von etwa 610 m. 

## Ernährung
Solaster stimpsoni frisst verschiedene kleinere Seegurken, darunter Cucumaria miniata, Cucumaria curata, Eupentacta quinquesemita, Eupentacta pseudoquinquesemita und Psolus chitonoides. Daneben ernährt er sich von Armfüßern, Seescheiden und Seefedern.

## Feinde
Ein wichtiger Fressfeind von Solaster stimpsoni ist der Sonnenstern Solaster dawsoni.